# Ophiophrixus spinosus
Ophiophrixus spinosus är en ormstjärneart som först beskrevs av Vilhelm Ferdinand Johan Storm 1881.  Ophiophrixus spinosus ingår i släktet Ophiophrixus och familjen skinnormstjärnor. Inga underarter finns listade i Catalogue of Life.